# Вернеску, Аурел
Ауре́л Верне́ску (рум. Aurel Vernescu; 23 января 1939, Бухарест — 1 декабря 2008, там же) — румынский гребец-байдарочник, выступал за сборную Румынии на всём протяжении 1960-х и в начале 1970-х годов. Серебряный и бронзовый призёр летних Олимпийских игр, многократный чемпион мира и Европы, победитель многих регат национального и международного значения.

## Биография
Аурел Вернеску родился 23 января 1939 года в Бухаресте. Активно заниматься греблей начал в раннем детстве, проходил подготовку в столичном спортивном обществе «Динамо».
Первого серьёзного успеха на взрослом международном уровне добился в 1960 году, когда попал в основной состав румынской национальной сборной и благодаря череде удачных выступлений удостоился права защищать честь страны на летних Олимпийских играх в Риме. Участвовал в эстафете 4 × 500 метров, дошёл до финальной стадии турнира, но в решающем заезде финишировал лишь четырнадцатым. Год спустя на соревнованиях в польской Познани впервые стал чемпионом Европы, всего же в течение десяти лет выигрывал этот титул девять раз.
В 1963 году Вернеску побывал на чемпионате мира в югославском Яйце, откуда привёз четыре медали, выигранные в четырёх разных дисциплинах: взял золото в одиночках на пятистах метрах, серебро в одиночках на тысяче метрах, ещё одно золото в эстафете и ещё одно серебро в гонке двоек на пятистах метрах. Будучи одним из лидеров гребной команды Румынии, благополучно прошёл квалификацию на Олимпийские игры в Токио, где был знаменосцем на церемонии открытия и в итоге завоевал две бронзовые медали на дистанции 1000 метров в одиночках и в четвёрках совместно с партнёрами Симьоном Кучьюком, Атанасие Счотником и Михаем Цуркашом.
На чемпионате мира 1966 года в Восточном Берлине четыре раза поднимался на пьедестал почёта, в том числе стал чемпионом в одиночках и двойках на пятистах метрах, а также получил бронзу в эстафете и серебро в двойках на тысяче метрах. Позже отправился представлять страну на Олимпийских играх в Мехико, снова был знаменосцем, но на сей раз попасть в число призёров не смог, на километре в двойках с Атанасие Счотником показал в финале шестой результат.
В 1970 году на мировом первенстве в Копенгагене Вернеску добавил в послужной список две серебряные медали, добытые в эстафете и в гонке двоек на пятистах метрах. Год спустя на аналогичных соревнованиях в Белграде пополнил медальную коллекцию ещё одним серебром в эстафете. В 1972 году отправился на Олимпиаду в Мюнхене, традиционно выступал в качестве знаменосца на церемонии открытия, в то время как в заездах в составе экипажа, куда также вошли гребцы Роман Вартоломеу, Атанасие Счотник и Михай Зафиу завоевал на тысяче метрах серебряную награду — лучше финишировал только экипаж из СССР. Вскоре после этой регаты Аурел Вернеску принял решение завершить карьеру спортсмена, уступив место в сборной молодым румынским гребцам.
Умер 1 декабря 2008 года в Бухаресте.